# Prise d'Oran (1831)
 (août 2015).
Conquête de l'Algérie par la France
La prise d'Oran, effective le 4 janvier 1831, concerne les différentes étapes de la prise de possession de la ville d'Oran par la France après la conquête d'Alger en juillet 1830.

## Déroulement
La prise de possession de la ville d'Oran par les Français ne fit pas parler la poudre, mais elle mit plus de temps que celle d'Alger pour être officielle.
Après la prise d'Alger le 5 juillet 1830, Hüseyin Pacha fait ses offres de soumission. Le capitaine de Bourmont, fils de Louis Auguste Victor de Ghaisne, est chargé de recevoir son serment.
Comme les Oranais s'agitent, espérant recouvrer leur indépendance, et pressent fort Hassan Bey dans sa capitale, il sollicite du capitaine de Bourmont l'appui de troupes françaises, promettant de remettre les forts. Pendant ces pourparlers, le capitaine François Leblanc de Prébois, commandant du brick Le Dragon, prend sur lui de mettre à terre une centaine de marins qui s'emparent du fort de Mers el-Kébir, sans opposition des Turcs de la garnison. Le capitaine de Bourmont repart à Alger informer son père. Le maréchal de Bourmont fait alors partir à Oran le 21° de ligne, 50 sapeurs et deux obusiers de montagne. Partie le 6 août, cette petite troupe est rappelée le 14 à Alger à peine arrivée, en raison de l'abdication du roi Charles X. Les troupes françaises abandonnent le fort de Mers-el-Kebir après avoir fait sauter le front du côté de la mer.
La situation du beylik devient inquiétante, le sultan du Maroc manifestant des convoitises sur l'ouest de l'ancienne régence. À cette nouvelle, Clauzel, qui avait remplacé Bourmont à Alger, envoie le colonel Damrémont et le 20° de ligne, qui occupent le fort de Mers-el-Kébir le 14 décembre 1830, et quelques jours plus tard le fort Saint-Grégoire qui couvre Oran au nord-ouest.
C'est dans une cité en grande partie détruite, à la suite du violent tremblement de terre qu'a connu la ville en 1790, peuplée de 2 750 âmes, que les Français commandés par le comte Denys de Damrémont entrent le 4 janvier 1831. Le vieux bey d'Oran, débarrassé de sa charge, s'embarque quelques jours plus tard pour Alger, puis pour Alexandrie.
Le retard de Damrémont pour entrer dans la ville s'explique par les pourparlers secrets que Clauzel avait engagés avec le bey de Tunis pour installer dans le beylick d'Oran un prince de sa famille, moyennant reconnaissance de vassalisation à la France et le paiement d'un tribut annuel garanti par le bey de Tunis. Le khalifa du prince tunisien Sidi Ahmed arrive quelques jours plus tard avec environ 200 Tunisiens. Cet épisode tunisien dure peu, en raison du refus du gouvernement français d'entériner les traités passés par Clauzel, qui démissionne. Les Tunisiens quittent Oran le 17 août 1831. La France décide dès lors d'occuper par elle-même Oran, et envoie un lieutenant-général pour manifester cette détermination, le général Boyer, qui y arrive à la mi-septembre. L'administration française s'installe dès lors et commence, comme il se doit, par des mesures fiscales : un arrêté du 7 septembre 1831 applique à Oran les droits de douane et d'octroi pratiqués à Alger.
Les Français se trouvent en présence d'une ville divisée en trois parties distinctes, enfermée dans une seule enceinte flanquée de forts.